# Robert Borrie
Pour les articles homonymes, voir Borrie.
Robert James Borrie (31 décembre 1926-26 décembre 1999) est un homme politique canadien de la Colombie-Britannique. Il est député fédéral libéral de la circonscription britanno-colombienne de Prince George—Peace River de 1968 à 1999.

## Biographie
Né à Cobalt en Ontario, Borrie sert comme caporal dans l'armée canadienne en 1945.
Élu en 1968. Il siège au comité permanent sur l'Agriculture avant de subir une défaite en 1972.